# Climacospheniaceae
Famille
Les Climacospheniaceae sont une famille d'algues de l'embranchement des Bacillariophyta (Diatomées), de la classe des Mediophyceae et de l’ordre des Toxariales.

## Étymologie
Le nom de la famille vient du genre type Climacosphenia, dérivé du grec κλιμάκιο / klimákio, petite échelle, et σφεν / sfen, coin, en référence à la forme de la diatomée.

## Description
Christian Ehrenberg décrit le genre type en lui attribuant un nom vernaculaire :

« Climacosphenia, Ehrenberg. Treppenkeilchen (« Cale d'escalier »).
Lorica (loge de l’exosquelette) simple siliceuse, chacune plus longue que large, sessile ou libre, cunéiforme, cloisons internes empilées transversalement, comme les barreaux d’une échelle. (un Podosphenia ou un Echinella ? Cloisons internes empilées et échelonnées.) »

## Distribution
Le genre Climacosphenia est méditerranéen et Atlantique.

## Liste des genres
Selon AlgaeBase (23 août 2022) :
- Climacosphenia Ehrenberg, 1841
- Synedrosphenia (H.Peragallo) Azpeitia, 1911

## Systématique
Le nom correct complet (avec auteur) de ce taxon est Climacospheniaceae Round, 1990.

## Publication originale
- Round, F.E., Crawford, R.M. & Mann, D.G. (1990). The diatoms biology and morphology of the genera.  pp. [i-ix], 1-747. Cambridge: Cambridge University Press.